# Anna Trusowa
Anna Anatoljewna Trusowa (ros. Анна Анатольевна Трусова; ur. 29 listopada 1985) – rosyjska zapaśniczka startująca w stylu wolnym. Złota medalistka mistrzostw Europy w 2008. Szósta w Pucharze Świata w 2004 i dziewiąta w 2009. Mistrzyni Europy juniorów w 2005 i druga w 2004. Trzecia na mistrzostwach Rosji w 2008 roku.